# Musca convenio
Musca convenio är en tvåvingeart som först beskrevs av Harris 1780.  Musca convenio ingår i släktet Musca och familjen parasitflugor. Inga underarter finns listade i Catalogue of Life.